# Bawku West District
Der Bawku West District im Nordosten Ghanas gehört zur Upper East Region. Der Distrikt wurde erst 1988 aus dem alten Bawku East District herausgelöst und hat eine gemeinsame Grenze mit dem Nachbarland Burkina Faso. Der Weiße und der Rote Volta begrenzen den Distrikt östlich und westlich.

## Wirtschaft
Der Distrikt ist landwirtschaftlich geprägt.

## Ortschaften
- Googo
- Apodabogo
- Binaba Central Kamega
- Azuwera
- Galaka
- Gorogo
- Yarigu
- Kpalsako
- sakom
- Gore
- Aneigo
- Tonde
- Tili Natinga
- Sapelliga Natinga
- Gumbo
- Kubouko
- Zokpaliga
- Gumari